# Befund (Sachverständiger)
Der Sachverständige erstattet in seinem Gutachten einen Befund. Der Befund ergibt sich aus den Erhebungen (Feststellungen und Beschreibungen) durch die zuvor erfolgte Befundaufnahme. Aufgrund des Befundes kann der Sachverständige erst zur Sachfrage, die das Gericht oder eine Behörde an ihn gestellt hat, eine verbindliche fachliche Auskunft geben.

## Sprachliche Ableitung
Das Wort Befund im Sinne von Wahrnehmung bzw. Feststellung wurde um das 17. Jahrhundert aus befinden (beurteilen, erkennen) abgeleitet, welches wiederum im Althochdeutschen bifindan (mhd.: bevinden im Sinne von „finden“, „erfahren“, „kennenlernen“) den Ursprung hat.

## Gutachten
Der Sachverständige (SV) ist in Deutschland ein Organ des Gerichts oder der Behörde, in Liechtenstein und Österreich ein Helfer des Gerichts oder der Behörde.
Das Sachverständigengutachten ist im behördlichen oder gerichtlichen Verfahren „Beweismittel“ (vgl. z. B. § 402 deutsche ZPO; §§ 351 ff. österreich. ZPO; §§ 371 ff flZPO). Der Sachverständige zieht aus dem Befund rechtsrelevante Schlüsse und begründet diese (Gutachtenserstattung).
Vom Gericht und von den Behörden wird der Sachverständige berufen, um in dem Fachgebiet, in dem er eine besondere Sachkunde aufweist, ein (meist schriftliches) Gutachten  abzugeben um die Entscheidungsfindung des Gerichts bzw. der Behörde zu erleichtern. Dazu erhebt, begutachtet, erforscht, erläutert der Sachverständige Tatsachen.
Wie alle anderen Beweismittel unterliegt auch das Gutachten des Sachverständigen der freien richterlichen / behördlichen Beweiswürdigung. Grundlage für die Würdigung des Gutachtens als Beweismittel sind
- Vollständigkeit,
- Nachvollziehbarkeit und
- Schlüssigkeit

des Gutachtens. Die Beweiswürdigungsfreiheit bedeutet dabei ein wichtiges Korrektiv, da der Richter (die Behörde) die Ergebnisse des aufgenommenen Gutachtenbeweises nach seiner freien Überzeugung – ohne Bindung an Beweisregeln – würdigen kann und darf.
Durch ein Gutachten soll die Fach- und Sachkunde des Gerichts bzw. der Behörde soweit ergänzt werden, damit es in einem Einzelfall eine korrekte, sachgemäße und bindende, von den Parteien anerkannte, Entscheidung fällen kann.
Der Sachverständige teilt dabei Erfahrungsgrundsätze mit und stellt Tatsachen auf Grundlage der an ihn gestellten Fragen fest.
Der Sachverständige muss nicht zwingend bei Gericht zertifiziert sein, sondern jede Person mit entsprechender Fach- oder Sachkunde kann grundsätzlich vom Gericht zum Sachverständigen bestellt werden. Dem Gutachten des Sachverständigen kommt im Verfahren erhebliche praktische Bedeutung zu. Daher ist die Zusammenarbeit mit dem Sachverständigen mit den Parteien von wesentlicher Bedeutung und sollte besondere Beachtung zuteilwerden.

## Befund
Der entscheidungswesentliche Teil des Gutachtens  ist der Befund (Feststellungen, Schlussfolgerungen).
Die Feststellung beweiserheblicher Tatsachen ist die Befundaufnahme. Die Tätigkeit selbst wird auch als Befundung bezeichnet.
Im Befund wird vom Sachverständigen in verkürzter Form festgestellt, wie ein Sachverhalt anhand der Erfahrungsgrundsätze und der festgestellten Tatsachen vorliegt bzw. der Sachverständige mit seinem Fachwissen diesen sieht. Die Beurteilung, wie die Subsumtion unter die geltenden Gesetze zu erfolgen hat, obliegt jedoch ausschließlich dem Gericht bzw. der Behörde (Rechtsfrage).
Der Befund ist daher untrennbarer Bestandteil eines jeden Gutachtens und hat wegen seiner rechtserheblichen Feststellung eine ganz besondere Stellung innerhalb des Gutachtens.

## Zusammenfassung und Übersicht
Der Sachverständige erstattet immer Befund und Gutachten. Er stellt dabei beweiserhebliche Tatsachen fest (Befundaufnahme), fasst diese zusammen (Befund) und zieht aus dem Befund rechtsrelevante Schlüsse und begründet diese (Gutachtenserstattung).
Ein Gutachten ist
- vollständig, wenn es alle vom Gericht gestellten Fragen beantwortet (sofern diese zulässig waren – Rechtsfragen),
- nachvollziehbar, wenn das Gutachten vom Gericht verstanden werden kann und die Gedankengänge des Gutachters, die vom Befund zum Gutachten führten, prüfen und beurteilen kann und
- schlüssig, wenn es nach der Prüfung auf Vollständigkeit und Nachvollziehbarkeit immer noch überzeugend und widerspruchsfrei erscheint (werden zu einer wissenschaftlichen Streitfrage zulässigerweise unterschiedliche Auffassungen vertreten, so hat der Sachverständige darzulegen, warum er sich auf die eine und nicht auf die andere Argumentation stützt).

Das Gutachten eines Sachverständigen unterliegt der freien Beweiswürdigung durch das Gericht bzw. die Behörde.